# ماتيلدا أوشينكلوس براونيل
ماتيلدا أوشينكلوس براونيل (بالإنجليزية: Matilda Auchincloss Brownell)‏ هي رسامة أمريكية، ولدت في 8 مايو 1869 في نيويورك في الولايات المتحدة، وتوفيت في 15 سبتمبر 1966 في كلينتون في الولايات المتحدة.